# Arvo Aaltonen
Arvo Ossian Aaltonen (2. prosince 1892, Pori – 17. června 1949, tamtéž) byl finský plavec, specialista na prsa, dvojnásobný bronzový medailista z Letních olympijských her 1920 v Antverpách.

## Soukromý život
Aaltonen pracoval po studiích ve vodárenství a v roce 1918 si v Pori založil vlastní vodárenský podnik. V roce 1929 však podnikání zanechal a odstěhoval do se Kanady, odkud se vrátil v roce 1937 a založil firmu Porin Putkityö Oy, pozdější Arvo Aaltonen Oy. Zemřel na infarkt počátkem léta 1949.

## Shrnutí plavecké kariéry
Aaltonen získal během své závodní kariéry mezi lety 1912–1927 celkem 22 národních mistrovských titulů v závodech na 100, 200 a 400 m prsa. Kromě toho získal v roce 1923 titul skandinávského mistra na 200 m v roce 1923 a stříbro na téže trati 1919 a 1927. V letech 1924–1930 a 1946–1947 byl členem představenstva finské plavecké federace.

## Arvo Aaltonen na olympijských hrách
Na Letních olympijských hrách 1912 ve Stockholmu nastoupil Aaltonen do obou prsařských disciplín. Ve čtvrtfinálové rozplavbě závodu na 200 m prsa byl druhý za pozdějším bronzovým medailistou Paulem Malischem z Německa, ale ve svém semifinálové plavbě zaostal i za předchozím časem a skončil v ní poslední. Jen o něco lépe se mu dařilo na trati 400 m, Kde byl ve čtvrtfinále druhý a v semifinále skončil na nepostupovém třetím místě, když se zase zhoršil oproti předchozímu závodu o osm vteřin.
Na olympiádě v Antverpách 1920 se stal prvním finským olympijským medailistou v plavání, když získal hned dvě bronzové medaile. Na trati 400 m ho ve čtvrtfinále porazil Švéd Håkan Malmrot, pozdější olympijský vítěz. Svoji semifinálovou rozplavbu pak Aaltonen dokonce vyhrál ve stejném čase jako další Švéd Thor Henning. Ani na jednoho z obou Švédů Aaltonen ve finále nestačil, Henning byl druhý, zatímco Aaltonen poměrně snadno ubránil bronz před Američanem Jackem Howellem. Na trati 200 m prsa jej Malmrot ve čtvrtfinále porazil s rozdílem 7 sekund, ale Aaltonen cítil, že ostatní závodníci (byl mezi nimi i Čechoslovák Eduard Stibor) na něj nestačí. Za Malmrotem zůstal i v semifinálové rozplavbě. Pořadí dvoustovky bylo úplně stejné jako u závodu na 400 m.
Olympijské hry 1924 v Paříži už žádnou radost Aaltonenovi nepřinesly. Byla vypsána jediná prsařská disciplína (200 m) a ve své rozplavbě bojoval o postup marně, skončil na 4. místě.